# Otto Schmid (Architekt, 1873)
Otto Schmid (* 6. Januar 1873; † 9. März 1957) war ein Schweizer Architekt.

## Leben
Otto Schmid stammte aus Diessenhofen im Kanton Thurgau. Er studierte Architektur an der ETH Zürich und richtete in Veytaux bei Montreux mit Paul Rosset ein Architekturbüro ein. Er war verheiratet mit Julia Holenstein.
Schmid entwarf und errichtete verschiedene eigene Bauwerke, unter anderem 1908 bis 1909 mit Paul Rosset die Galeries du Commerce in Lausanne, und leitete die Restaurierung mehrerer historischer Gebäude in der Waadt und in anderen Kantonen. Unter dem Waadtländer Kantonsarchäologen Albert Naef war er seit 1897 über mehrere Jahrzehnte an der Restaurierung der Burg Chillon beteiligt und folgte Naef 1936 als Chefarchitekt für dieses Projekt nach; dort wirkte auch sein Bruder, der Kunstmaler August Schmid (1877–1955), mit. 1934 baute Otto Schmid ein neues Dach für die Eisenbrücke, die über die Bahnlinie zur Burg Chillon führt. Der Sohn von Otto Schmid, René Schmid (1903–1970), war nach seinem Vater Architekt der Burg Chillon.
Verschiedene Bauherren übergaben dem landesweit bekannten «Konservator von Chillon» Planungsaufträge und die Leitung von Sanierungsprojekten. So leitete Otto Schmid 1909 bis 1917 die Erneuerung des ehemaligen Bischofspalastes in Lausanne; Pläne dieser Sanierung befinden sich in der Sammlung des Musée historique Lausanne. 1907 war er an der Erneuerung der kleinen Kirche von Bretonnières VD beteiligt. 1910 restaurierte er für die Familie des Barons Godefroy de Blonay (1869–1937) den Ostflügel der Burg Grandson. 1916 wurde er von der Kirchgemeinde Solothurn als leitender Architekt für die Restaurierung der Sankt Ursenkathedrale in Solothurn beauftragt. Joseph Zemp und Robert Durrer begleiteten die Arbeit als Experten, August Schmid wurde auch für diese Baustelle verpflichtet. Von 1937 bis 1945 untersuchte Otto Schmid den mittelalterlichen Burgturm von Schloss Spiez und restaurierte das Bauwerk im Auftrag der Stiftung Schloss Spiez.
In den 1920er Jahren begutachtete Schmid die bischöfliche Burg von Bulle im Kanton Freiburg; seine Empfehlung, im historischen Bauwerk ein Museum einzurichten, wurde vom Kanton nicht umgesetzt, weil darin die Präfektur des Greyerzbezirks eingerichtet ist.